# Francis Scott Key (U-Boot)
Die Francis Scott Key, auch USS Francis Scott Key (Kennung: SSBN-657), war ein atomgetriebenes U-Boot mit ballistischen Raketen der Lafayette-Klasse (Benjamin-Franklin-Gruppe) der United States Navy, das von 1966 bis 1993 in Dienst stand. Es wurde nach dem Dichter der amerikanischen Nationalhymne The Star-Spangled Banner, Francis Scott Key, benannt.

## Geschichte
SSBN-657 wurde 1963 bei Electric Boat in Auftrag gegeben und dort Ende 1964 auf Kiel gelegt. Nach nur rund viereinhalb Monaten lief das Boot vom Stapel und wurde getauft; Taufpaten waren zwei Nachkommen Keys, Mrs. Marjory Key Thorne und Mrs. William T. Jarvis. Am 3. Dezember 1966 wurde die Francis Scott Key in Dienst der United States Navy gestellt.
Die Key wurde in Charleston, South Carolina, stationiert. Nach erfolgten Testfahrten und einem Testschuss einer UGM-27C Polaris A3 begann im Juni 1967 die erste Abschreckungspatrouille des Bootes. Daraufhin wurde das Boot aus den vorgeschobenen Basen in Rota, Spanien, und Holy Loch, Schottland, heraus eingesetzt. 1972/73 wurde das Boot in der Puget Sound Naval Shipyard umgerüstet, um die neue UGM-73 Poseidon abschießen zu können. 1978 folgte die Aufrüstung auf die UGM-93A Trident I. Die Francis Scott Key war 1979 das erste Boot, das mit der neuen Interkontinentalrakete auf Patrouille ging. 1983 folgte eine Überholung in der Newport News Shipbuilding.
Am 2. September 1993 wurde die Key außer Dienst gestellt und im Puget Sound vertäut. 1995 wurde das U-Boot im Ship-Submarine Recycling Program abgebrochen.